# Kallang
Kallang /kɑːlɑːŋ/ (chinês: 加冷, em tâmil:  காலாங்) é uma zona de desenvolvimento urbano, localizada na Região Central de Singapura, com área de 9.17 km² e população de 101 200 habitantes.